# Strategické plánování
Strategické plánování je systematický proces, který slouží organizaci ke stanovení cílů, identifikování cesty k dosažení cílů a efektivní alokaci dostupných zdrojů. Tento přístup je nezbytný pro adaptaci organizace v měnícím se prostředí a k dosažení její vize. Výstupem je strategický plán.
Strategické plánování se začalo uplatňovat v organizacích během 60. let 20. století. V průběhu svého vývoje se stalo důležitým aspektem strategického řízení a podstatnou roli zaujímá i v 21. století. Zaměřuje se především na dlouhodobé řízení, zpravidla na období trvající od 2 do 5 let. Vedoucí pozice v organizaci mají za úkol stanovit strategii směřování. Na strategii může být nahlíženo jako na vzorec činností sloužící organizaci k adaptaci v prostředí.

## Proces
Strategické plánování je proces, který má své vstupy, aktivity, výstupy a výsledky. Tento proces má svá omezení a může být jak formální, tak neformální. Celý proces lze rozdělit do pěti fází. Proces je naprosto nezbytný pro zajištění udržitelného rozvoje a úspěchu organizace.

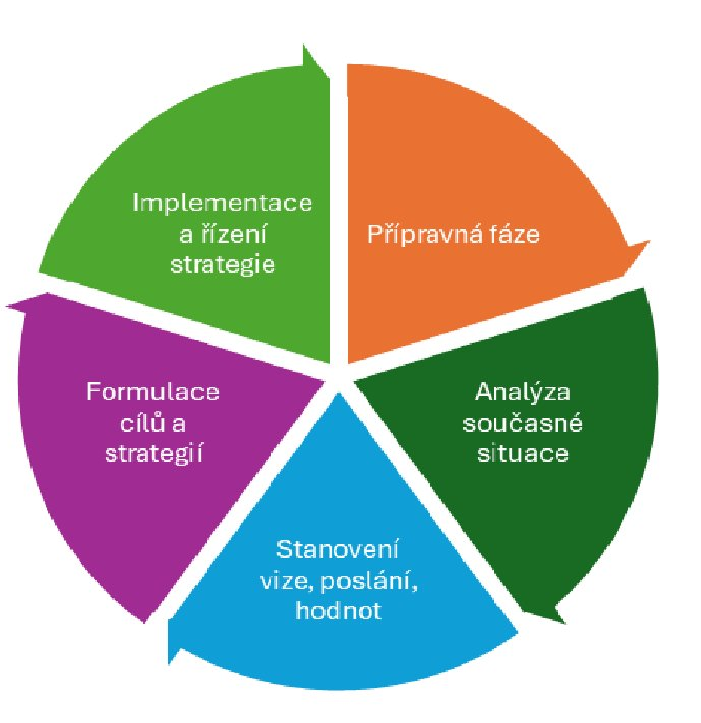
Fáze procesu strategického plánování

#### Přípravná fáze
Příprava je klíčová pro úspěšný průběh celého procesu. V této fázi se sestavuje tým odpovědný za plánování, identifikují se klíčové zainteresované strany a stanovuje se časový harmonogram. Důležitým aspektem je také shromáždění vstupních dat o organizaci a jejím okolí.

#### Analýza současného stavu
Organizace provádí detailní analýzu vnitřního i vnějšího prostředí. Tato analýza umožňuje pochopit, jaké faktory ovlivňují její fungování. Zaměřuje se na hodnocení zdrojů organizace, jejích schopností a tržního prostředí, ve kterém působí. Důraz je kladen na identifikaci trendů, rizik a příležitostí, které mohou mít vliv na budoucí směřování.

#### Stanovení vize, poslání a hodnot
Vize popisuje, kam organizace směřuje a jaké chce mít postavení v budoucnosti. Jde o dlouhodobý ideál, který inspiruje a motivuje všechny zúčastněné. Poslání odpovídá na otázku, proč organizace existuje, a definuje její hlavní účel. Poskytuje jasné zaměření na to, co organizace dělá a pro koho. Hodnoty představují základní principy a pravidla, která organizace uznává. Jsou základem pro rozhodování a jednání všech členů organizace.

#### Formulování cílů a strategií
Organizace stanovuje konkrétní cíle, které jsou obvykle formulovány podle zásad SMART (specifické, měřitelné, dosažitelné, relevantní, časově ohraničené). Následně jsou navrhovány strategie, které definují, jakým způsobem těchto cílů dosáhnout. V této fázi se také určují strategické priority, které zajistí efektivní využití zdrojů.

#### Implementace a řízení strategie
Tento krok zahrnuje vytvoření akčních plánů, rozdělení odpovědností a přidělení zdrojů. Důraz je kladen na sledování pokroku a zajištění toho, že jednotlivé aktivity odpovídají stanoveným cílům.

## Nástroje a přístupy
Strategické plánování využívá různé analytické nástroje a techniky, které slouží k analyzování prostředí a stanovení efektivní strategie vedení organizace.
- SWOT analýza – metoda, jejíž pomocí je možné identifikovat silné a slabé stránky, příležitosti a hrozby spojené s určitým projektem.
- PEST analýza – analýza politicko-právního, ekonomického, sociálně-kulturního a technologického prostředí a faktorů, které ovlivňují nebo budou ovlivňovat organizaci.
- Porterova analýza pěti sil – základní a významný nástroj pro analýzu konkurenčního prostředí firmy a jejího strategického řízení.
- Balanced Scorecard – metoda v managementu, která vytváří vazbu mezi strategií a operativními činnostmi, s důrazem na měření výkonu.[6]